# ジャンジャン横丁

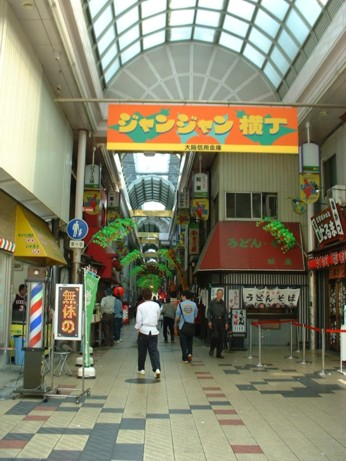
ジャンジャン横丁（北口から）

ジャンジャン横丁（ジャンジャンよこちょう）は、大阪市浪速区恵美須東3丁目東部を南北に貫く商店街。「ジャンジャン町」ともいう。新世界の南東部に位置しており、全長約180メートル。アーケードはあるが、横幅は2.5メートルほどと非常に狭い。それがかえって活気を醸し出している。
「ジャンジャン横丁」は通称で、正式名称は「南陽通商店街」である。

## 歴史
1918年に開業した飛田遊廓（1958年廃業）と新世界をつなぐ道筋として1921年、橋本傳三郎の尽力で開通した。当時の地名は橋本の出身地である島根県の旧国名に因み「石見町」と称していた。開通当時は関西本線を地下道でくぐる計画であったが、地元の反対にあい、踏切となった（紆余曲折の末、1923年頃に地下道が開通）。
当時としては一級の歓楽街であった新世界と花街をつなぐルートだったため、多くの酔客が出入りし、それを目当てに飲食店や男娼店、淫売店が急ごしらえで造られた。当時は肩をよけないと通れないほどの雑踏が、軍艦内の通路に似ていることから「軍艦横丁」と呼ばれていた。戦後初期の凄まじい賑わいを坂口安吾が『新日本地理』に記している。
戦前、商店街北側には、噴水を設置した円形浴場やサウナ風呂、演舞場、食堂などを備えた「噴泉浴場」（通称・ラヂューム温泉）という総合娯楽施設があった。1945年の大阪大空襲で焼失した後、1950年にストリップ主体の「温泉劇場」（通称・温劇）に業態変更して復活。近隣の飛田遊廓へ向かう者やあいりん地区の労務者などが詰めかけ、新世界名物として知られるようになった。温劇の幕間コントからは間寛平が巣立っている。1階には演芸場の「新花月」もあった。ストリップ劇場としての温劇は1971年8月に閉館し、後に日活ロマンポルノなど成人映画を上映する映画館となったが、1990年に映画館も閉館し、ビル自体が解体された。現在、跡地はスパワールド第二駐車場になっている。
少なくなったが、将棋道場や碁会所が数店舗あり、今でも商店街から窓越しに道場内の対局を眺める人の姿が見られる。かつては店の前に床机を持ち出す縁台将棋も見られた。商店街北西側には弓道場もあった。

## 地名の由来
昭和初めには「両側から湧き起る三味線の喧騒、途方もない高い声を張り上げて、やけに喚き立てるサノサ節や、串本節や、道頓堀行進曲。さういふものが一緒になって、道行く人の心を沸き立たせる。ずっと、博覧会の売店を見るやうなバラック建てに、軒先には、みな同じやうな暖簾をくぐって中に入ると、大抵は鍵形りにとった長い食卓が設けられ、その上には、関東煮の鍋がぐらぐらと煮え立っている。・・・薦の被った酒樽が並び、その前の椅子に腰をかけた女が、がちゃがちゃと三味線を弾いている。関東煮の鍋の向こうには、首筋を真っ白に塗った女が、ずらりと並んで、客に酒をついで、唄ひ、呑み、呑み且つ唄ふ。」（北尾鐐之助『近代大阪』349～350頁）というような賑わいを見せていた。
「ジャンジャン横丁」はこの三味線の撥音に由来する。この喧騒は戦後も続き、道沿いには飲み屋や射的の店が立ち並んでいた。
商店街を南下した西成区太子にある松乃木大明神には、当時三味線の原料になっていた猫の供養のために立てられた「猫塚」がある。

## 文学の舞台として
林芙美子の小説「めし」には戦後間もないころのジャンジャン横丁の様子が細やかに描かれている。「ジャンジャン横丁」の表記はこの作品で初めて使われた。それまでは「ジャンジャン町」が主流で、以後、ガイドブックなどに「横丁」表記が増え始めた。
開高健の小説「日本三文オペラ」の冒頭にも、この界隈の描写がみられる。

## 現況
1958年の売春防止法施行以降、飛田遊廓が（表向きは）消えたことで、飛田方面への回廊としての役割を成さなくなり、往時の賑わいは失われた。かつては「ここにいる立ちんぼは相手にしないでください」との物々しい貼り紙も見られ、動物園前駅・新今宮駅が大阪市天王寺動物園の最寄り駅であるにもかかわらず、ジャンジャン横丁を通ることに抵抗を感じる家族連れなどは、天王寺駅から動物園へ向かっていた。それに代わって界隈を歩くのは、隣接するあいりん地区の労働者が大半を占めるようになる。1961年（昭和36年）に起こった釜ヶ崎暴動が追い打ちをかけ、風評被害を受けイメージが悪化。次第に「怖い街」と認知されるようになっていった。
1960年代後半になると、1970年（昭和45年）の大阪万博開催に向けて鉄道や道路のインフラ整備を担う労働者が全国各地から大阪に集結したことで束の間の活況を呈するが、それがかえって「労働者の盛り場」の色を濃くする結果となった。
だが、結果として発展が止まったことで、ジャンジャン横丁自体がレトロな観光地として再評価されるようになった。現在は家族連れでも来られる雰囲気になっている。
2004年には商店街のマークとして「ジャンジャン来太郎（きたろう）」を制定。通天閣が三味線を持ってジャンジャンと弾いている姿を表現している。
商店街からは直接行けないが、スパワールドが東側に隣接している。都市計画道路の尼崎平野線を挟んだ南側には飛田本通商店街が続いている。

## 交通
- OsakaMetro（御堂筋線・堺筋線）動物園前駅
- 阪堺電気軌道阪堺線 新今宮駅前停留場
- JR大和路線（関西本線）・大阪環状線・南海電気鉄道 新今宮駅